# エウロポレムール
エウロポレムール（Europolemur）は、始新世中期のヨーロッパに生息した原始的な霊長目の属の1つ。手の形状は原始的な真猿類に近く、母指対向性が獲得されていたり、平爪が発達していたなどといった形状が見られる。また現生のキツネザルと比べ鼻先が短いことも大きな特徴としてあげられる。
本種の化石の中には完全なものはなく、下半身のみが残された化石も多く見つかっている。その中には亀裂が入っているものもあり、恐らくはディプロキノドンのようなワニ類に襲われたとされている。おそらく樹上から奇襲を受けたか、死後に食いちぎられたかのいずれかであると推測されているが、詳細は不明である。